# Oskar Stoffel
Oskar Stoffel (* 4. Juli 1932 in Visperterminen; † 20. September 1997 in Luzern) war ein Schweizer katholischer Geistlicher und Kirchenrechtler.

## Leben
Der Sohn Gustav Stoffels, Konsumverwalter, und Florentina Stoffels, geb. Zimmermann, besuchte die Primarschule in Visperterminen und das Gymnasium Immensee. Der Bruder von Albert, Lukas und Anna trat 1953 in die Missionsgesellschaft Bethlehem bei und studierte der Philosophie und Theologie im Missionsseminar Schöneck (Gemeinde Emmetten). Er wurde am 25. September 1958 in Schöneck zum Diakon geweiht. Christian Caminada weihte ihn am 22. März 1959 in Immensee zum Priester. Seine Primiz feierte er im Juni 1959 in seinem Geburtsort. Von 1959 bis 1965 studierte er (mit krankheitsbedingten Unterbrechungen) kanonisches Rechts an der Pontificia Università Gregoriana, während er im deutschsprachigen Priesterkolleg Santa Maria dell’Anima wohnte. Bei Peter Huizing wurde er 1965 zum Dr. iur. can. promoviert. Nach einem Pastoralhalbjahr in Wien war er von 1966 bis 1968 in Zürich im Vizeoffizialat als Diözesanrichter sowie in der Eheberatung tätig. Ab 1968 lehrte er im Missionsseminar Schöneck. Von 1969 bis 1993 (vorzeitiger Ruhestand aus gesundheitlichen Gründen) lehrte er als Professor für Kirchenrecht an der Theologischen Fakultät Luzern.
Seine Forschungsschwerpunkte waren Verfassungsrecht, Ordensrecht, Sakramentenrecht, Schweizer Staatskirchenrecht und Missionsrecht.

## Werke (Auswahl)
- Die Konvention vom 7. November 1879 zwischen dem Bischof von Sitten und dem Wallis. Rechtshistorische Studie über die Restitution der säkularisierten Kirchengüter. Naters-Brig 1967, OCLC 611447850 (zugleich Dissertation, Gregoriana 1965).
- Die katholischen Missionsgesellschaften. Historische Entwicklung und konziliare Erneuerung in kanonischer Sicht (= Neue Zeitschrift für Missionswissenschaft. Supplementa. Band 33). Neue Zeitschrift für Missionswissenschaft, Immensee 1984, ISBN 3-85824-062-1.